# Селище (Черновицкая область)
Се́лище (укр. Селище) — село в Сокирянской городской общине Днестровского района Черновицкой области Украины.
До 2020 года входило в Сокирянский район.
У села протекает река Балка, правый приток Днестра.
Население по переписи 2001 года составляло 1560 человек. Почтовый индекс — 60216. Телефонный код — 3739. Код КОАТУУ — 7324088501.